# شركة قودي
 شركة قودي  (بالإنجليزية: Goody)‏ من أكبر الشركات السعودية في صناعة الأغذية ومتخصصة تحديداً في إنتاج وتصدير الفول، التونا، التوابل، المايونيز، الصلصة وغيرها. سنة 1969، أنشأها أحمد سعيد باسمح «قودي» وهي العلامة التجارية.